# Zbór Kościoła Chrześcijan Baptystów w Wałbrzychu
Zbór Kościoła Chrześcijan Baptystów w Wałbrzychu – zbór Kościoła Chrześcijan Baptystów znajdujący się w Wałbrzychu, przy ulicy Daszyńskiego 5.
Zbór powstał na skutek działalności zboru wrocławskiego.
Nabożeństwa odbywają się w każdą niedzielę o godzinie 10:00.